# Емлютін Дмитро Васильович
Дмитро Васильович Емлютін (1907—1966) — Герой Радянського Союзу (1942), один з керівників партизанського руху в брянських лісах, полковник.
Член КПРС з 1931 року.

## Біографія
Чекіст. З жовтня 1941 року воював у партизанському загоні. З квітня 1942 року очолював об'єднане командування всіх партизанських загонів у південно-західних районах Орловської області і північній частині Сумської області. Окупанти були вигнані з 370 населених пунктів, і на півдні Брянських лісів створений партизанський край з населенням понад 200 тисяч чоловік. Влітку 1943 року керував успішною обороною краю від двох німецьких і двох угорських дивізій.
З кінця 1943 року в Центральному штабі партизанського руху, потім в органах держбезпеки. З 1957 року у відставці.
Похований у Саратові на Воскресенському кладовищіШаблон:МестоЗахоронения.

## Нагороди
- Медаль «Золота Зірка»;
- орден Леніна;
- орден Червоного Прапора;
- орден Червоної Зірки.

## Пам'ять
- На честь Дмитра Васильовича Ємлютіна названі вулиці в Брянську, в Саратові та Орлі.
- 7 травня 2013 року в Брянську встановлений бюст Ємлютіна і розбитий однойменний сквер на вулиці, що носить його ім'я.
- На честь Героя встановлено меморіальну дошку на будівлі УФСБ у місті Мічурінськ, де Д. В. Емлютін жив і працював у період з 1948 по 1953 роки.

## Твори
- Шестьсот дней и ночей в тылу врага. М., 1971.